# 蘭州電源車輛研究所
蘭州電源車輛研究所有限公司，中國機械工業集團有限公司屬下機構，1966年成立，主要業務负责行业的标准、信息、产品质量检验、行业发展规划、技术咨询服务等工作。現任董事長及總裁杨俊智。
1999年，被中國機械工業集團有限公司收購本集團，已被國務院批准。